# Свети Вид-Михољице
Свети Вид-Михољице је насељено место у саставу општине Малинска-Дубашница, на острву Крку у Приморско-горанској жупанији, Република Хрватска.

## Историја
До територијалне реорганизације у Хрватској налазио се у саставу старе општине Крк.

## Становништво
На попису становништва 2011. године, Свети Вид-Михољице је имао 261 становника.

## Попис1991.
На попису становништва 1991. године, насељено место Свети Вид-Михољице је имало 255 становника, следећег националног састава:
| Попис 1991.‍  | Попис 1991.‍  | Попис 1991.‍ | Попис 1991.‍ | Попис 1991.‍ |
| ------------ | ------------ | ----------- | ----------- | ----------- |
|              |              |             |             |             |
| Хрвати       | Хрвати       |             | 226         | 88,62%      |
| Срби         | Срби         |             | 14          | 5,49%       |
| Муслимани    | Муслимани    |             | 4           | 1,56%       |
| Словенци     | Словенци     |             | 4           | 1,56%       |
| Југословени  | Југословени  |             | 3           | 1,17%       |
| Албанци      | Албанци      |             | 1           | 0,39%       |
| Немци        | Немци        |             | 1           | 0,39%       |
| регион. опр. | регион. опр. |             | 1           | 0,39%       |
| непознато    | непознато    |             | 1           | 0,39%       |
| укупно: 255  |              |             |             |             |